# Варшавське повстання
Варшавське повстання 1944 року (пол. powstanie warszawskie) — головна військова операція польського опору Армії Крайової (пол. Armia Krajowa) проти Третього Рейху з метою звільнення Варшави і відновлення некомуністичної Польщі. Повстання збіглося з наближенням частин Червоної Армії до східної околиці міста та відступом німецьких військ. Але радянський наступ зупинився, дозволивши німцям перегрупуватися і знищити місто під час придушення повстання, яке тривало 63 дні. Повстання було найбільшою військовою операцією, здійсненою будь-яким європейським рухом опору під час Другої світової війни. У ході вуличних боїв було знищено близько 25% житлового фонду Варшави, а після капітуляції польських сил німецькі війська цілеспрямовано, квартал за кварталом, зрівняли з землею ще 35% будівель міста.

## Передісторія

### Розгром німецької групи армій «Центр»
6 червня 1944 року почалася висадка союзників у Нормандії. 23 червня радянські війська перейшли в широкомасштабний наступ на центральній ділянці фронту. Німецька армія, яка виявилася в катастрофічному становищі під подвійним ударом, почала стрімко відкочуватися і на Заході, і на Сході. 28 червня радянські війська зайняли Могилів, 3 липня — Мінськ, 13 липня — Вільнюс, 27 липня — Львів. Метою радянських військ був вихід до кордонів Вісла — Нарев. Після важких наступальних боїв 29 липня війська 1-го Українського фронту форсували Віслу в районі Сандомира.

### Люблінський комітет і лондонський уряд
21 липня 1944 року у місті Холм радянською владою був створений Польський комітет національного визволення з представників лівих партій під керівництвом комуністів, який прийняв на себе функції тимчасового уряду Польщі. Слідом за тим, комітет перебрався в Люблін і став відомий під ім'ям «Люблінського комітету».
Тим часом, в Лондоні існував Уряд Польщі у вигнанні на чолі зі Станіславом Миколайчиком. Як правонаступник довоєнного національного уряду, він (відповідно до міжнародного права) визнавався як в Польщі, так і за кордоном легітимним представником польського народу до проведення нових виборів. Лондонському уряду і його представництву в Польщі — Делегатури підпорядковувалися некомуністичні структури антифашистського Опору, насамперед військова організація — «Армія Країни» (Армія Крайова), головнокомандуючим якої був генерал Тадеуш Коморовський (підпільна кличка «Бур»); його помічником був комендант Варшавського військового округу полковник Антоні Хрущель («Монтер»). СРСР розірвав з польським урядом дипломатичні відносини в квітні 1943 року, оскільки останній зажадав розслідування розстрілів у Катині.

## Перебіг подій

### Початок повстання

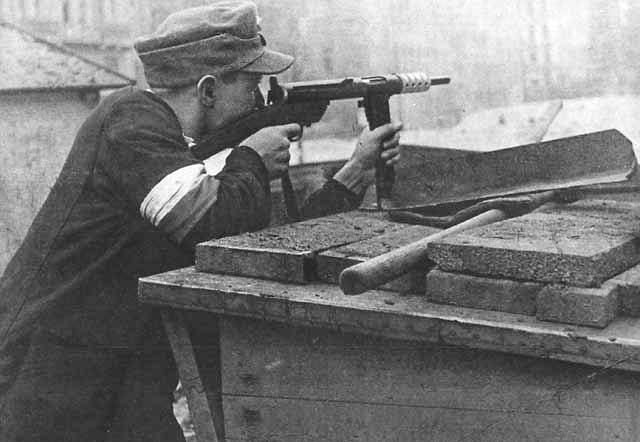
Польський повстанець

31 липня, коли передові сили Червоної Армії наблизились до розміщеного на східнім березі Вісли варшавського району Прага, командувач «Армії Крайової» (АК) Тадеуш Коморовський (псевдо «Бур») віддав наказ про початок повстання в місті. До операції, що розпочалась опівдні 1 серпня під керівництвом коменданта варшавської області полковника Антона Хрущеля (псевдо «Мантер») приступило 23 тис. вояків АК, з яких лише частина мала зброю. У польових шпиталях було багато молодих дівчат, наймолодшій Розі Годзевській було 8 років.
Повстання почалося 1 серпня 1944 року в рамках розвитку акції «Буря», плану загальнонаціонального захоплення влади в країні, перед радянським наступом. Основною метою повсталих було витіснення німецьких окупантів з міста і підтримка подальшої боротьби проти гітлерівської коаліції. Побічним політичним завданням було прагнення звільнити Варшаву до підходу радянських військ, щоб підкреслити незалежність польської держави, привести до влади підпільний уряд у вигнанні і не допустити насадження Радянською владою Польського комітету національного визволення. Крім того, до непрямих причин можна віднести загрозу облав працездатного населення і радіо-заклик до початку заколоту з Москви.
Спочатку полякам вдалося взяти під свій контроль більшу частину центру Варшави, захопили чимало стратегічно важливих об'єктів, тож з часом їхня кількість зросла до 34 тис. Подальші події розвивалися не на користь повсталих і до цих пір є предметом суперечок. Радянський наступ, в силу різних обставин, зупинився, а радіозв'язок з повсталими не підтримувався. Інтенсивні вуличні бої між поляками і німцями продовжилися. Зокрема, 5 серпня повстанці визволили 383-ох в'язнів концентраційного табору Генсіувка, у тому числі 348 євреїв. Більшість із них долучилася до повстанців. Однак їм не вдалося повністю витіснити нацистів із центру міста, та оволодіти ключовими комунікаціями та мостами. 16-ти тисячний нацистський гарнізон був зміцнений, і 5 серпня нацисти перейшли до контратаки. До 14 вересня 1944 року 1-ша армія Війська Польського закріпилася на східному березі Вісли, зробила невдалу спробу форсувати річку, щоб допомогти повстанцям, але тільки 1200 людей змогло перебратися на західний берег.
Прем'єр-міністр Великої Британії Вінстон Черчилль, після безуспішних спроб схилити Сталіна до активніших дій з підтримки Варшавського повстання, постарався організувати постачання повсталим повітряним шляхом. Без всякого прикриття з радянської сторони зусиллями Королівського військово-повітряного флоту, Південноафриканських ВВС та польських авіаторів під загальним британським командуванням було здійснено понад 200 авіарейсів з військовими вантажами. Пізніше Радянський Союз погодився надати повітряний коридор, і в рамках операції «Френтік», була проведена ще одна масована акція по скиданню амуніції.

### Відповідь німецького командування

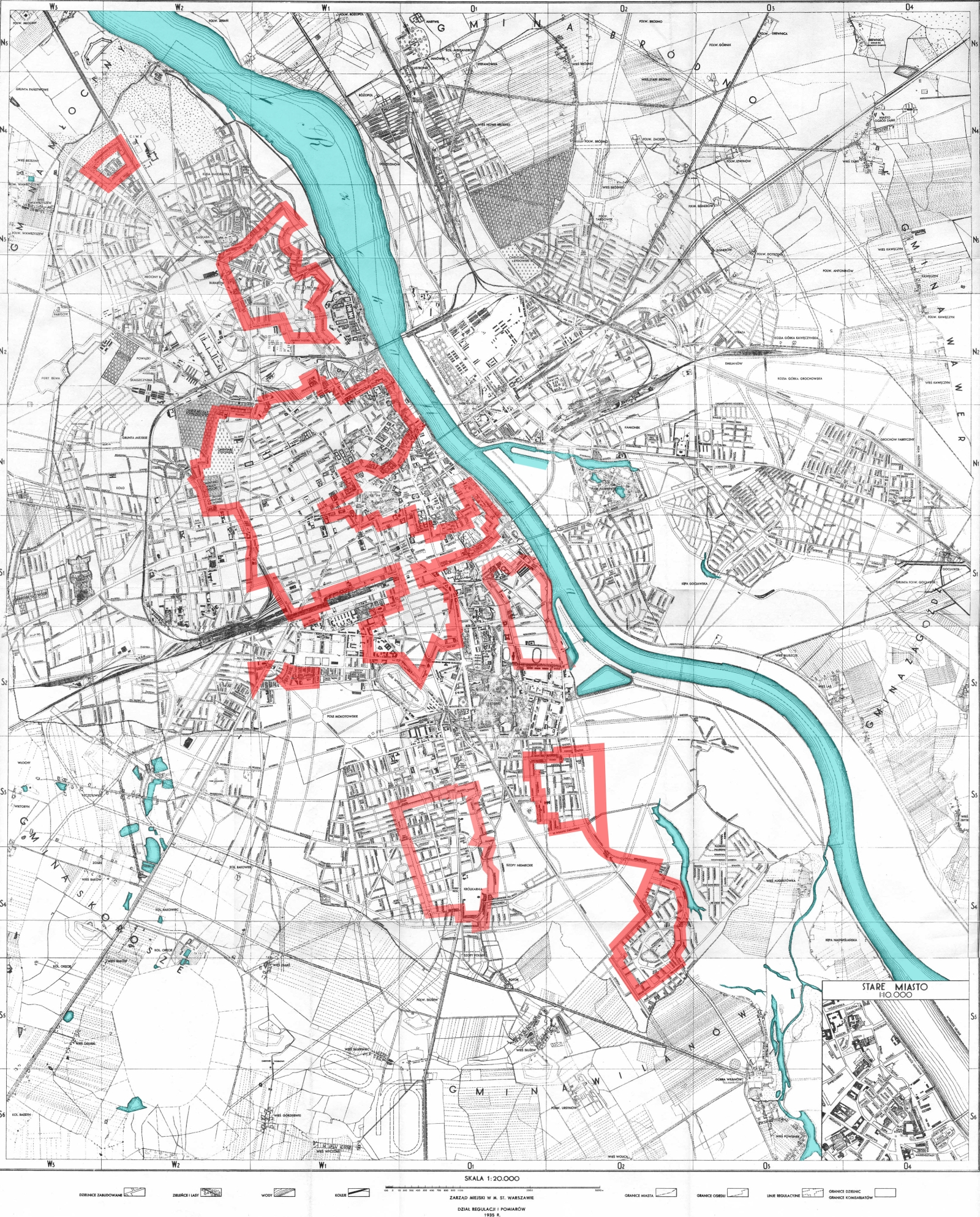
Терени, опановані повстанцями на 4 серпня 1944 — максимальна територія поширення повстання

З німецького боку район Варшави обороняла 9-та армія генерала Ніколауса фон Формана. 16-тисячний німецький гарнізон був посилений і 5 серпня німці почали контратаку за допомогою танків, важкої артилерії та ударної авіації.
Важливо звернути увагу на те, що в перші дні повстання значну допомогу німецькому гарнізону Варшави надали бронетанкові підрозділи та частини, які проходили місто транзитом, під час перекидання на фронт.
Так, загальну підтримку гарнізону надавала 9-я армія генерала фон Формана. У перші ж два дні боїв велику допомогу німці отримали і від дивізії СС «Вікінг», танкові підрозділи якої в декількох епізодах зіграли ключову роль.
Особливе значення мали й керівні кадри. Військовим комендантом Варшави за особистим наказом Гітлера наприкінці липня 1944 року був призначений генерал-лейтенант авіації Райнер Штаель.
Станом на 6 серпня 1944 року в розпорядженні Еріх фон дем Баха були такі сили:
1. Поліцейський полк СС «Познань» (генерал-лейтенант військ СС і поліції Райнефарт);
2. Ударна бригада СС «Рона»;
3. Зондеркомманда СС «Дірлевангер»;
4. 608-й охоронний полк вермахту;
5. Азербайджанські батальйони вермахту;
6. вогнеметний батальйон «Кроне»;
7. 500-й саперний батальйон спеціального призначення;
8. 1000-на мінометна рота;
9. 201-ша батарея ракетних установок;
10. 638-ма батарея гаубиць;
11. 218-та ударна (штурмова) танкова рота;
12. Навчальний батальйон самохідних установок;
13. Бронепоїзд.

До 14 серпня 1944 року до складу угруповання увійшов і 302-й окремий танковий батальйон радіокерованих машин (40 танків та штурмових гармат, 144 важких телетранспортера вибухівки).
У придушенні повстання також брали участь підрозділи з колишніх радянських громадян, які перейшли на бік німців:
- 1-й і 2-й батальйони 1-го Східно-мусульманського полку СС (855 офіцерів, унтер-офіцерів та рядових);
- зведена частина 29-ї (російської) дивізії СС під командуванням майора Фролова (1700 осіб);
- 3-й козачий кавалерійський батальйон 57-го охоронного полку;
- 69-й козачий батальйон 3-ї кавалерійської бригади Козачого Стану;[2]
- український поліцейський батальйон «шуцманшафт-31» (рота П. Дяченко), пізніше влитий в дивізію СС «Галичина»;
- 36-та гренадерська дивізія СС «Дірлевангер»;
- 580-й Східний кавалерійський дивізіон.

У першому з захоплених районів (Воля), де знаходилася бригада РОНА, було скоєно масове вбивство жителів, воно повторилося ще кілька разів. Атакуючі німецькі колони розділили Варшаву на «повстанські острови», між якими утримувалася зв'язок через переходи в підвалах та через підземні комунікації. На цій території владу захопила польська адміністрація, видавалися газети, діяло радіо («Блискавіца» — «Błyskawica») та міські служби.
Участь у придушенні повстання брали козаки-колабораціоністи з Козачого стану: сформований 1943 року у Варшаві козачий поліцейський батальйон (понад 1000 осіб.), конвойно-охоронна сотня (250 чол.), козачий батальйон 570-го охоронного полку, 5-й Кубанський полк Козачого Стану під командуванням полковника Бондаренко, 631-й козачий батальйон. Один з козачих підрозділів на чолі з хорунжим І. Анікіним отримав завдання захопити штаб Бур-Коморовського. Всього козаки захопили близько 5 тис. повстанців. За проявлену сумлінність німецьке командування нагородило багатьох з козаків та офіцерів орденом Залізного хреста.
В період з 5 серпня до 14 вересня німці, за підтримки авіації, задіяли проти повстанців значні сили. Вже 9 серпня їм вдалося роз'єднати повстанський район. Повстанці змушені були залишати квартал за кварталом. У вересні в їхніх руках залишався лише центр міста.

### Допомога повстанцям
З моменту початку повстання представники емігрантського уряду Польщі звернулися до військового і політичного керівництва союзників з проханнями надати допомогу повсталим. Радянське політичне та військове командування ніяк не відреагувало на повстання і радянські війська, що стояли неподалік, не здійснили жодних спроб надати повстанцям допомогу.
2 серпня про повстанні у Варшаві стало відомо у Лондоні. Прем'єр-міністр Великої Британії Вінстон Черчілль організував постачання повстанцям повітрям. Перший виліт був здійснений в ніч з 4 на 5 серпня 1944 року. 4 серпня з аеродрому Фоджа в Італії в напрямку Варшави вилетіли 13 британських бомбардувальників, з яких 7 літаків були з польськими екіпажами. В ході операції було втрачено 5 літаків, але три літаки скинули зброю повстанцям. Другий виліт в складі 3-х літаків з польськими екіпажами був проведений в ніч з 8 на 9 серпня 1944 року, повсталим було скинуто зброю зі всіх літаків.
Зважаючи на втрати літаків, британці звернулись до керівництва СРСР, але Йосип Сталін заборонив посадку британських та американських літаків на підконтрольних радянським військам територіях
9 вересня 1944 року СРСР погодився надати повітряний коридор і 18 вересня 1944 року в рамках операції „Френтік“ була проведена акція по скиданню військових вантажів, в якій брали участь 105 американських бомбардувальників і 62 винищувача „Мустанг“. Цього дня було скинуто 1 248 контейнера і втрачений 1 літак в районі Варшави.

### Придушення повстання

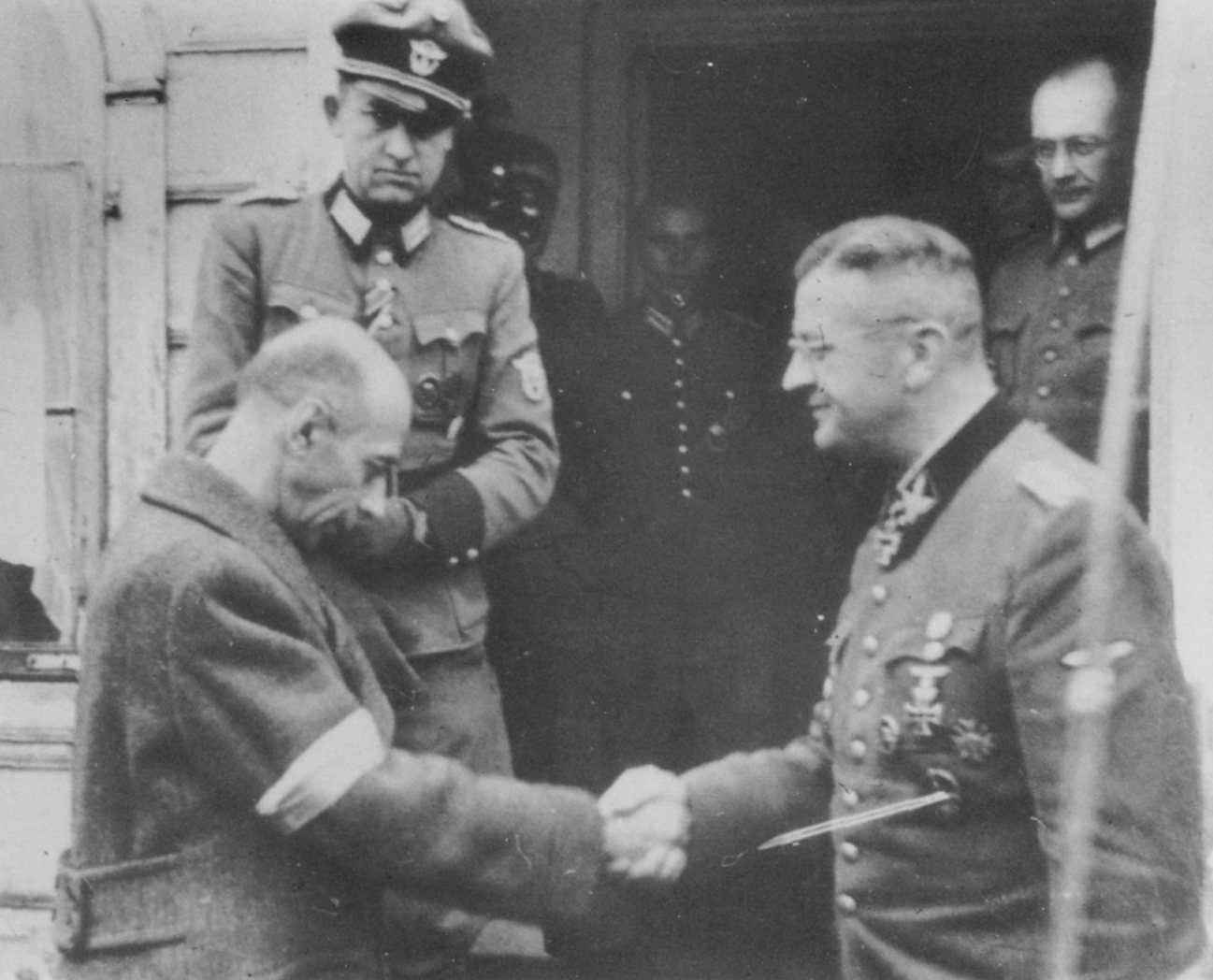
Тадеуш Бур-Коморовський домовляється про капітуляцію з Еріхом фон дем Бахом (4 жовтня 1944)

На початку вересня 1944 року німецьке командування запропонувало Армії Крайової почати переговори про здачу позицій на досить вигідних для повстанців умовах. 7 вересня 1944 року Польський еміграційний уряд дав санкцію Тадеушу Бур-Коморовському на припинення боротьби і капітуляцію. Цього ж дня спеціальна делегація Польського Червоного Хреста на чолі з заступником голови правління графинею Марією Тарновською попрямувала на переговори в штаб Еріха фон дем Баха. Під час переговорів Крайова Рада міністрів ухвалила рішення про капітуляцію[джерело?].
24 вересня 1944 німецькі війська перейшли у вирішальний наступ на райони, зайняті повстанцями. З 24 вересня німці почали вирішальний наступ на район Мокотув, який капітулював 27 вересня, а 29 вересня — на Жолібож, який здався 30 вересня. Частина бійців району Мокотув на чолі з командиром підполковником В. Рокицьким через підземні канали пішла в район Центр.
29 вересня німецькі підрозділи в районі Кампінос вступили в останній бій з партизанськими загонами, які у той момент перегруповувались під Якторовом. 19-та танкова дивізія, посилена піхотою з корпусу Баха-Залевського (всього близько 5 000 осіб), атакувала район Мокотув і район Жолібож, командир якого полковник М. Недзельський остаточно здав його тільки після наказу Головної комендатури Армії Крайової[джерело?].
1 жовтня за наказом генерала Тадеуша Бур-Коморовського повстанці припинили вогонь. 2 жовтня 1944 Тадеуш Бур-Коморовський підписав капітуляцію; учасникам повстання, що здалися з Армією Крайовой був гарантований статус військовополонених. 2 жовтня в штабі корпусу Баха-Залевського в Ожарові був підписаний акт капітуляції. Через 3 дні повстанці колонами почали залишати Варшаву[джерело?].
Точна кількість жертв повстання залишається невідомою, вважається, що близько 16 000 учасників польського опору загинуло і близько 6000 було важко поранено. У каральних кампаніях було вбито від 150 000 до 200 000 осіб мирного населення. Німецькі втрати склали понад 8000 солдат убитими і зниклими безвісти і 9000 пораненими. В ході вуличних боїв було знищено близько 25 % житлового фонду Варшави. Після капітуляції польських сил німецькі війська цілеспрямовано квартал за кварталом зрівняли з землею ще 35 % будівель міста. Усього, з огляду пошкоджень завданих польській столиці в період оборони 1939 року та повстання у Варшавському гетто 1943 року, до моменту вступу до Варшави Червоної армії, в січні 1945 року, понад 85 % міста лежало в руїнах.

## Результати та значення повстання

Пам'ятник Варшавському повстанню (Варшава)

У полон потрапило 17 тисяч повстанців, в тому числі 922 офіцера і 6 генералів. За 63 дня повстання загинули 10 тисяч повстанців Армії Крайової, 7 000 зникли безвісти. У ході капітуляції повстанці і солдати 1-й армії Війська Польського здали німцям зброю в кількості 5 протитанкових гармат, 57 мінометів, 54 протитанкових рушниць, 23 танкових і 151 ручних кулеметів, 878 автоматів,  1696 гвинтівок, близько 1 000 пістолетів і револьверів, значна кількість боєприпасів[джерело?].
Виявлені німецькі документи і доповідь Еріха фон дем Баха від 5 жовтня 1944 року показують, що втрати з боку Німеччини, склали 9 044 солдат, у тому числі 1570 убитих, з них 44 козаків, решта поранені .
Варшавське повстання 1944 року не досягло військової та політичної мети, але в той же час стало для поляків символом мужності та рішучості в боротьбі за незалежність.
Західні історики звинувачували радянське командування в умисному ухиленні від допомоги полякам, а радянські історики заперечували, посилаючись на те, що спроби підтримати повстання робилися, але за оперативними обставинами надання такої допомоги було неможливим. Радянські історики однозначно представляли варшавське повстання як спровоковану авантюру керівництва підпілля Армії Крайової, що діяло за вказівкою емігрантського уряду.
Після 1989 року повстання стало головною подією Другої світової війни для багатьох поляків.

## Участь українців
Його виникненню сприяло використання німцями дивізії російської РОНА, а також батальйонів, де служили представники центральноазійських народів. Насправді українське формування не брало участь у придушенні Варшавського повстання. Натомість і окремі українці воювали проти повстанців в деяких німецьких одиницях.
Єдиною військовою одиницею, що знаходилася у 1944 р. у Варшаві, і яка повністю складалася з українців, був Український легіон самооборони. Він був утворений на Холмщині, разом нараховував 570 солдатів. Колишній Волинський легіон самооборони німці перетворили на 31-й Легіон Шутцманншафту, тобто охоронної поліції.

## Повстання у мистецтві
Повстання згадується в романі Володимира Богомолова „У серпні сорок четвертого“
У польському телесеріалі „Час Гонору“ цій тематиці присвячений цілий сезон.
У 2014 вийшов документальний фільм Варшавське повстання, який повністю змонтований з оригінальних і автентичних кінохронік, знятих під час повстання 1944 року.
„Місто 44“ — художній польський військово-драматичний фільм кінорежисера Яна Комаса 2014 року.
Повстанню присвячена пісня ''Uprising'' шведської пауер-метал групи "Sabaton".